# Parc national du mont Cameroun
Le parc national du mont Cameroun (anglais : Mount Cameroon National Park) est l'un des parcs nationaux du Cameroun. Situé dans le sud-ouest du pays, non loin de Buéa, il couvre une superficie de 581,78 km2. C'est une réserve de biosphère. Riche d'une faune naturelle exceptionnelle, il est l'un des atouts touristiques du Cameroun.